# Affaires étranges
Affaires étranges est un livre de Joslan F. Keller publié le 29 mars 2018 aux éditions Scrinéo, qui propose une sélection d'histoires insolites authentiques (disparitions, ufologie, parapsychologie, archéologie, crimes mystérieux) assortie d'interviews de spécialistes de l'étrange.
En septembre 2022, une édition actualisée et augmentée a été publiée, proposant une histoire inédite.

## Le concept initial
Cet ouvrage s'inscrit dans la lignée des deux tomes des Dossiers inexpliqués qui compilaient déjà des affaires non élucidées à travers les époques et les continents. Si elles ont en commun de toutes appartenir au monde de l'étrange, ces nouvelles histoires ne sont pas toutes irrésolues. En outre, elles sont agrémentées de trois interviews de spécialistes qui apportent un regard plus distancié sur la parapsychologie, l'ufologie et l'étude de la vie après la mort.

## Les thématiques abordées
- Disparitions inexpliquées
- Cas ufologiques
- Parapsychologie
- Crimes mystérieux
- Archéologie alternative

## La liste des affaires étranges
- L'Énigme des masques de plomb (en) (Brésil)
- Massacre à Hinterkaifeck (Allemagne)
- L'Affaire Laetitia Toureaux (France)
- L'Esprit frappeur de La Machine (France)
- Victor Goddard, le pilote clairvoyant (Royaume-Uni)
- Les Empreintes du démon (Royaume-Uni)
- Deux routes maudites (France-Allemagne)
- La Disparition de La Minerve (France)
- Qu'est devenu Keith Reinhard ? (États-Unis)
- La Rencontre de Valensole (France)
- L'Aventure de Carl Higdon (États-Unis)
- L'Affaire de Haravilliers (France)
- La Relique d'Aksoum (Éthiopie)
- Pluie de sang au Kerala (Inde)
- Les Deux Anglaises et le Débarquement (France)
- Les "Arêtes de poisson" de Lyon (France)
- L'effrayant lac aux squelettes (Inde) - Uniquement dans l'édition de 2022.

## Les interviews
- Yves Lignon sur la parapsychologie
- Thibaut Canuti sur l'ufologie
- Jocelin Morrison sur la vie après la mort